# Oldsmobile Cutlass Ciera
Oldsmobile Cutlass Ciera – samochód osobowy klasy wyższej produkowany pod amerykańską marką Oldsmobile w latach 1981–1996.

## Historia i opis modelu

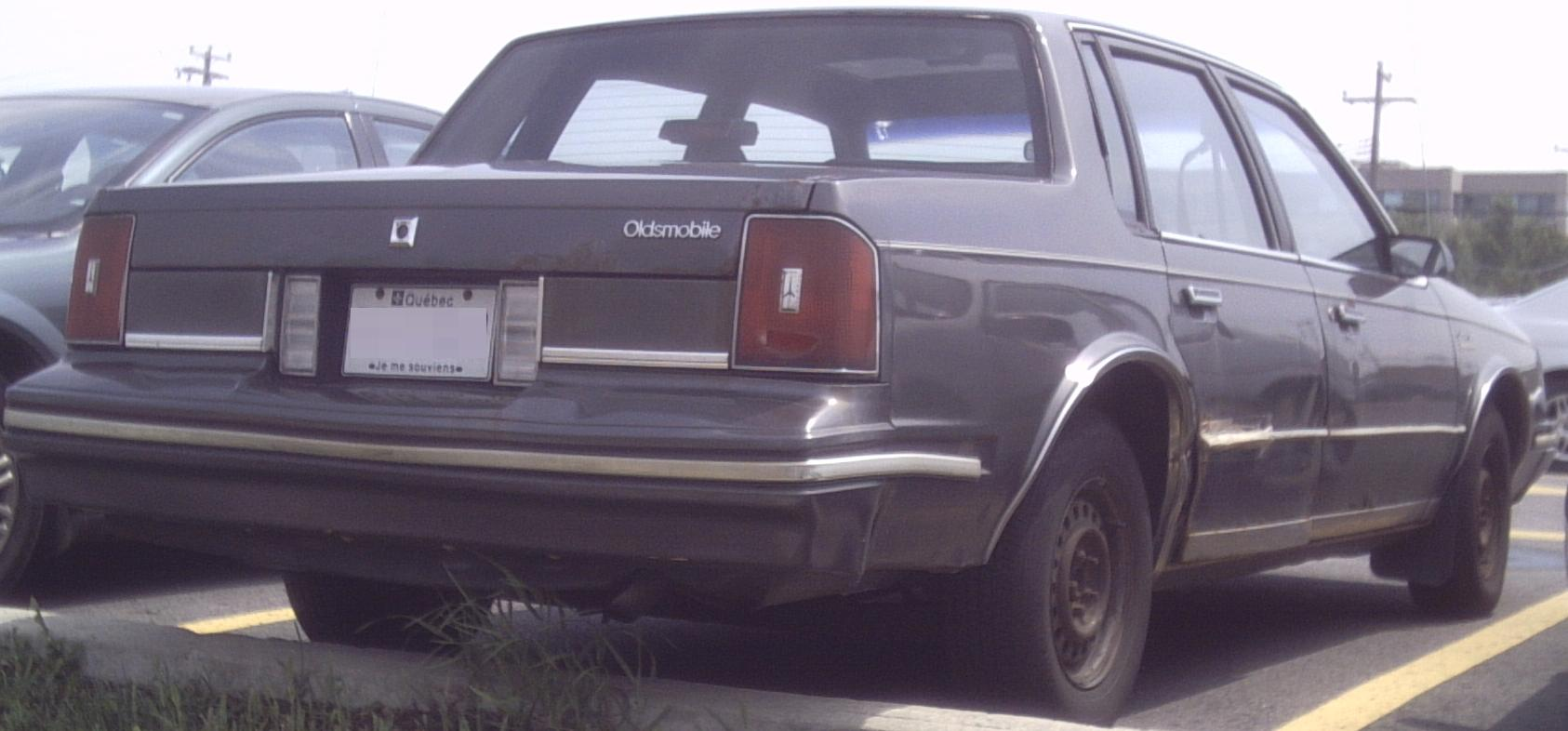
Oldsmobile Cutlass Ciera - tył

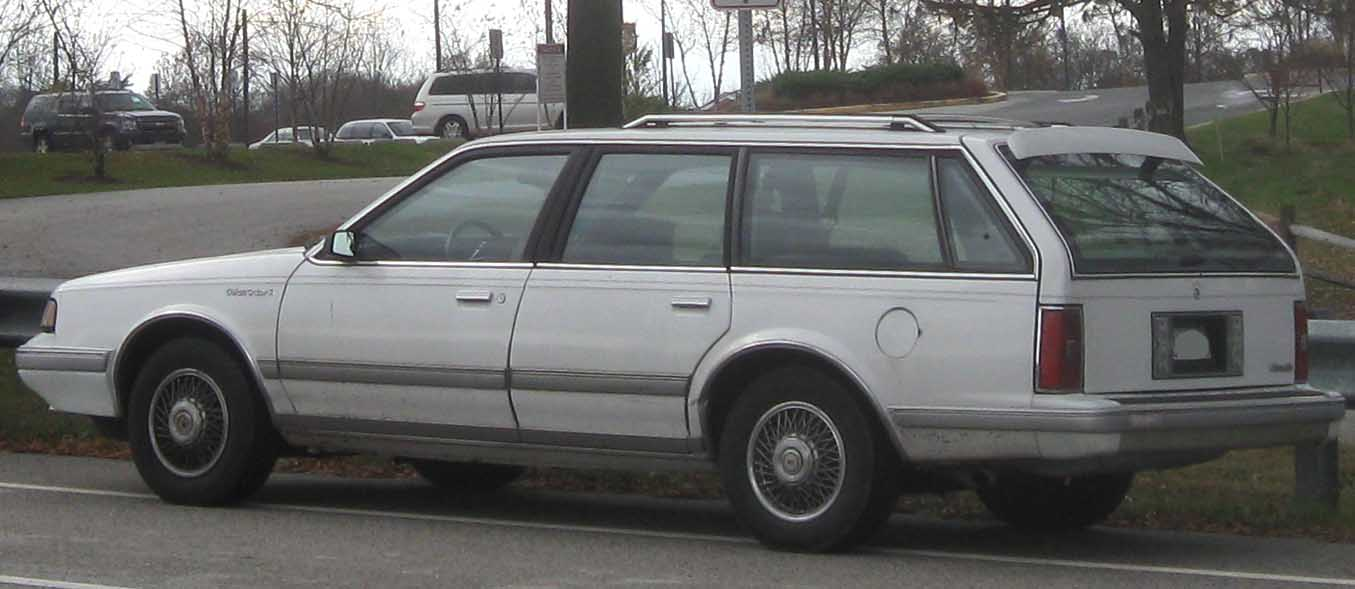
Oldsmobile Cutlass Cruiser

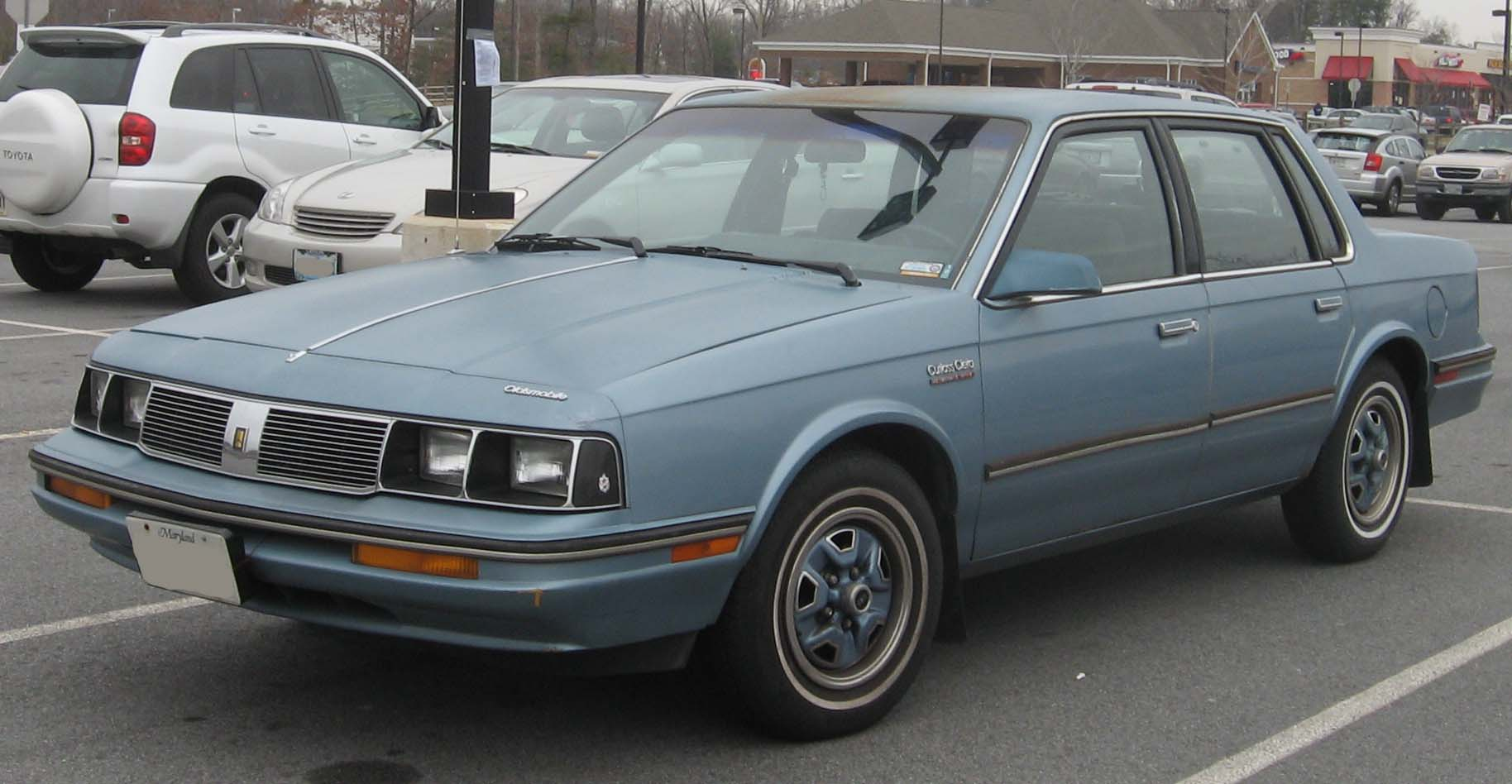
Oldsmobile Cutlass Ciera po liftingu

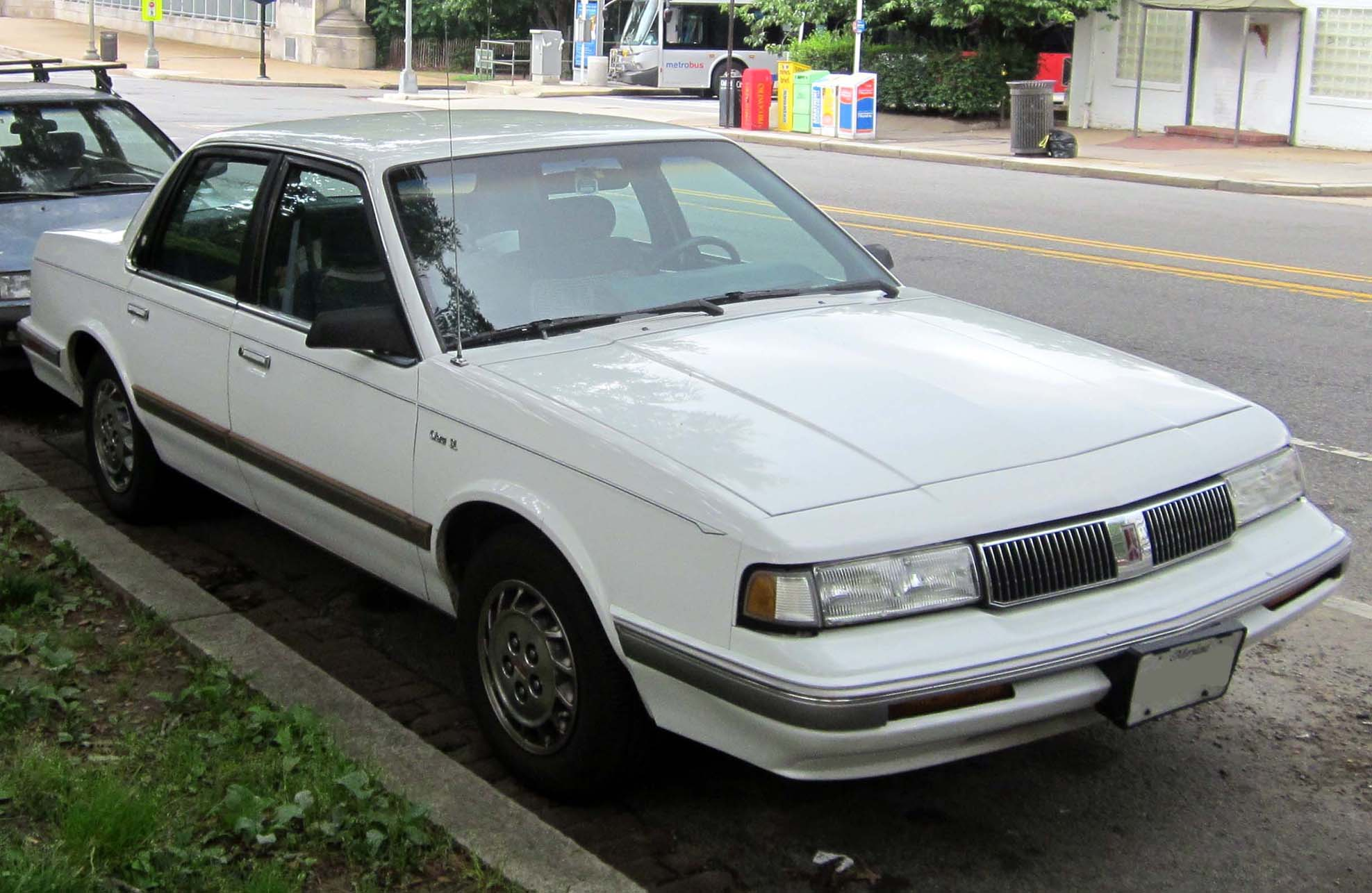
Oldsmobile Cutlass Ciera po drugim liftingu

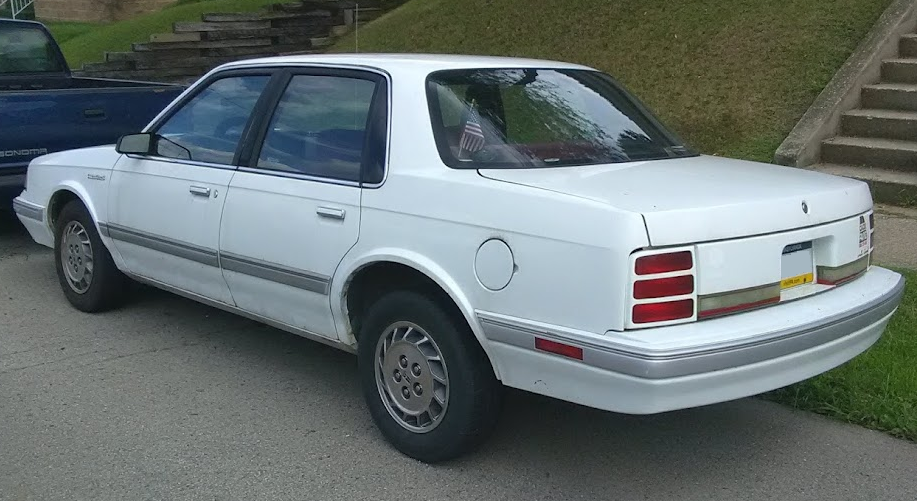
Oldsmobile Cutlass Ciera - tył po drugim liftingu

Jesienią 1981 roku General Motors przedstawiło nową rodzinę bliźniaczych, wyższej klasy modeli opartych na zmodernizowanej platformie A-body. Poza pojazdami Chevrolet Celebrity, Buick Century i Pontiac 6000, przedstawiono też model Cutlass Ciera, który zasilił ofertę Oldsmobile. W dotychczasowej ofercie producenta pojazd zastąpił linię modelową nazywaną po prostu Cutlass.
Samochód wyróżniał się kanciastą sylwetką, z pionowo ściętym pasem przednim i typową dla modeli marki dwuczęściową atrapą chłodnicy. Tylna szyba została umieszczona prostopadle do linii bagażnika, z kolei pas tylny zdobiły prostokątne lampy.

### Cutlass Cruiser
Nawiązując do sztandarowego kombi Custom Cruiser, Oldsmobile zdecydowało się nadać 5-drzwiowej odmianie Cutlass inną nazwę - Cutlass Cruiser. Samochód oferowany był równolegle przez cały cykl rynkowy i wyróżniał się charakterystyczną, zakrzywioną bryłą nadwozia.

### Restylizacje
Pierwszą modernizację Oldsmobile Cutlass Ciera przeszedł w październiku 1984 roku, która przyniosła zmiany wizualne zarówno w wyglądzie pasa przedniego, jak i tylnej części nadwozia. Pojawiła się nowa zabudowa reflektorów, a także inna atrapa chłodnicy i zderzak. Ponadto, tablica rejestracyjna została z tyłu przeniesiona z klapy bagażnika na zderzak.
W 1989 roku Cutlass Ciera przeszedł kolejną rozległą modernizację, która przyniosła obszerne modyfikacje wizualne. Pojawiły się nowe, prostokątne reflektory z jednym kloszem, inna atrapa chłodnicy i zderzaki, a także zupełnie nowy kształt tylnych lamp i klapy bagażnika.

### Koniec produkcji
Oldsmobile Cutlass Ciera był produkowany przez 15 lat, poza modernizacjami wizualnymi. nie doczekując się poważniejszych zmian konstrukcyjnych. Produkcję zakończono w sierpniu 1996 roku na rzecz następcy - modelu Intrigue.

### Dane techniczne
- V6 3,3 l (3344 cm³), 2 zawory na cylinder, OHV
- Układ zasilania: b.d.
- Średnica × skok tłoka: 94,00 × 80,30 mm
- Stopień sprężania: 9,0:1
- Moc maksymalna: 162 KM (119,3 kW) przy 5200 obr./min
- Maksymalny moment obrotowy: 251 N•m przy 2000 obr./min